# Релятивистская аберрация
Релятивистская аберрация (англ. relativistic aberration) — релятивистский вариант аберрации света, учитывающий релятивистские поправки, являющиеся значительными для наблюдателей, движущихся со скоростью, близкой к скорости света. Описана Альбертом Эйнштейном в рамках специальной теории относительности.
Пусть в системе отсчёта наблюдателя источник движется со скоростью {\displaystyle v\,} под углом {\displaystyle \theta _{s}\,} относительно вектора, направленного от наблюдателя к источнику в тот момент времени, когда был испущен свет. Представленная ниже формула, выведенная Эйнштейном в 1905 году из преобразования Лоренца, описывает аберрацию источника света {\displaystyle \theta _{o}\,}, измеренную наблюдателем:
{\displaystyle \cos \theta _{o}={\frac {\cos \theta _{s}-{\frac {v}{c}}}{1-{\frac {v}{c}}\cos \theta _{s}}}\,.}
При этом луч света от источника, достигший наблюдателя, будет повёрнут по направлению движения источника (относительно наблюдателя).